# Mashiro Yasunaga
Mashiro Yasunaga –en japonés, 安永 真白, Yasunaga Mashiro– (11 de julio de 1999) es una deportista japonesa que compite en natación sincronizada. Ganó ocho medallas en el Campeonato Mundial de Natación entre los años 2022 y 2024.

## Palmarés internacional
| Campeonato Mundial | Campeonato Mundial | Campeonato Mundial | Campeonato Mundial |
| Año                | Lugar              | Medalla            | Prueba             |
| ------------------ | ------------------ | ------------------ | ------------------ |
| 2022               | Budapest (Hungría) | Medalla de plata   | Equipo técnico     |
| 2022               | Budapest (Hungría) | Medalla de plata   | Combinación libre  |
| 2022               | Budapest (Hungría) | Medalla de bronce  | Equipo libre       |
| 2023               | Fukuoka (Japón)    | Medalla de oro     | Dúo técnico        |
| 2023               | Fukuoka (Japón)    | Medalla de plata   | Equipo libre       |
| 2023               | Fukuoka (Japón)    | Medalla de bronce  | Dúo libre          |
| 2024               | Doha (Catar)       | Medalla de plata   | Equipo libre       |
| 2024               | Doha (Catar)       | Medalla de bronce  | Equipo técnico     |